# Пынзарь, Иван Алексеевич
Иван Алексеевич Пынзарь (14 сентября 1941, Украинская ССР, СССР) — советский футболист, выступавший на позициях полузащитника и нападающего. Провёл более 300 официальных матчей в составе различных команд.

## Биография
Футболом начал заниматься в 1950-х годах, выступал в составе любительского коллектива «Колхозник» (Новоселица). В команде мастеров дебютировал в 1962 году в составе «Молдовы» (Кишинёв) в классе «А» союзного чемпионата, где в итоге сыграл 19 матчей во всех турнирах.
Весной 1963 перешел в черновицкий «Авангард», который выступал в классе «Б». На протяжении двух сезонов был лучшим бомбардиром команды — 21 мяч в 33 официальных поединках. По ходу сезона 1964 вернулся в «Молдову» («Зимбру»), где провёл ещё 10 матчей в высшем дивизионе.
В 1965 году присоединился к составу николаевского «Судостроителя», цвета которого защищал до 1966 года. В футболке «корабелов» в чемпионате сыграл 58 матчей и отметился 5 голами, ещё 2 поединка (1 гол) провел в кубке СССР. В 1967 году находился в составе кировоградской «Звезды», но на поле выходил нечасто: сыграл всего 2 матча в чемпионате и 1 поединок в кубке.
С 1968 по 1973 год вновь выступал в черновицкой команде, которая изменила свое название — «Буковина». И именно в их составе провёл большинство своих матчей и был одним из лидеров в атакующей линии. Всего за «Буковину» провёл 249 матчей и забил 37 мячей во всех официальных турнирах (245 игр, 34 гола в чемпионате и 3 гола в 4 кубковых поединках).
После завершения карьеры остался в Черновцах и работал в торговой сфере. Позже начал заниматься социальными проектами, в частности организовал детский лагерь «Валя Кузьмина — Вогник Буковини» в селе Глыбоцкого района (Черновицкая область).

## Достижения
- Серебряный призёр чемпионата УССР (1): 1968